# Tour Santa Maria
La tour Santa Maria (en italien : Torre di Santa Maria) est la plus connue des anciennes tours médiévales des murailles de Pise, dans la province de Pise en Toscane,.

## Historique
Sa construction remonte aux années 1155-1161, immédiatement après la construction des remparts de la ville, avec de grandes pierres de taille du banc de Livourne et un dessin légèrement en pente vers le haut. La construction de la tour Santa Maria ainsi que de la Tour du Lion, à une courte distance, est due à la protection de l'ancienne Porta del Leone et du pont sur l'Auser qui reliait effectivement la ville aux débarcadères des différents bras du fleuve.
Au-delà du sommet des murs, on a utilisé la pierre sédimentaire provenant d'Asciano, jusqu'à un point marqué par une marche au-delà de laquelle se termine la partie ancienne, démolie en 1499 après la conquête florentine. La partie supérieure, y compris la couronne crénelée, remonte aux interventions de surélévation du XIXe siècle. Il y a des fentes et des ouvertures évasées dans la structure, tandis que les fenêtres plus hautes font partie de la rénovation.
Actuellement, la tour ne peut être visitée que jusqu'au niveau qui permet d'accéder au chemin de ronde des murailles.

## Galerie

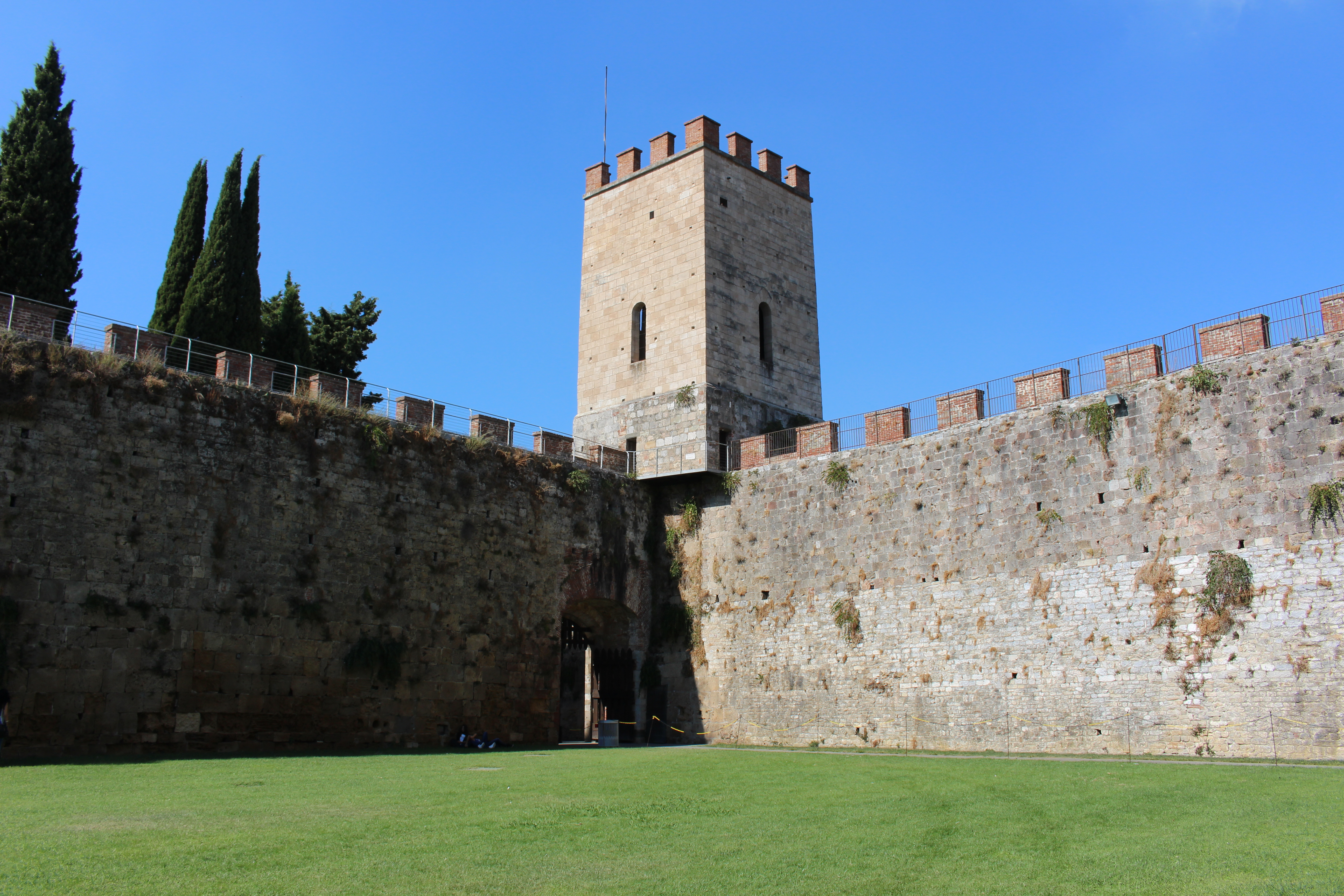
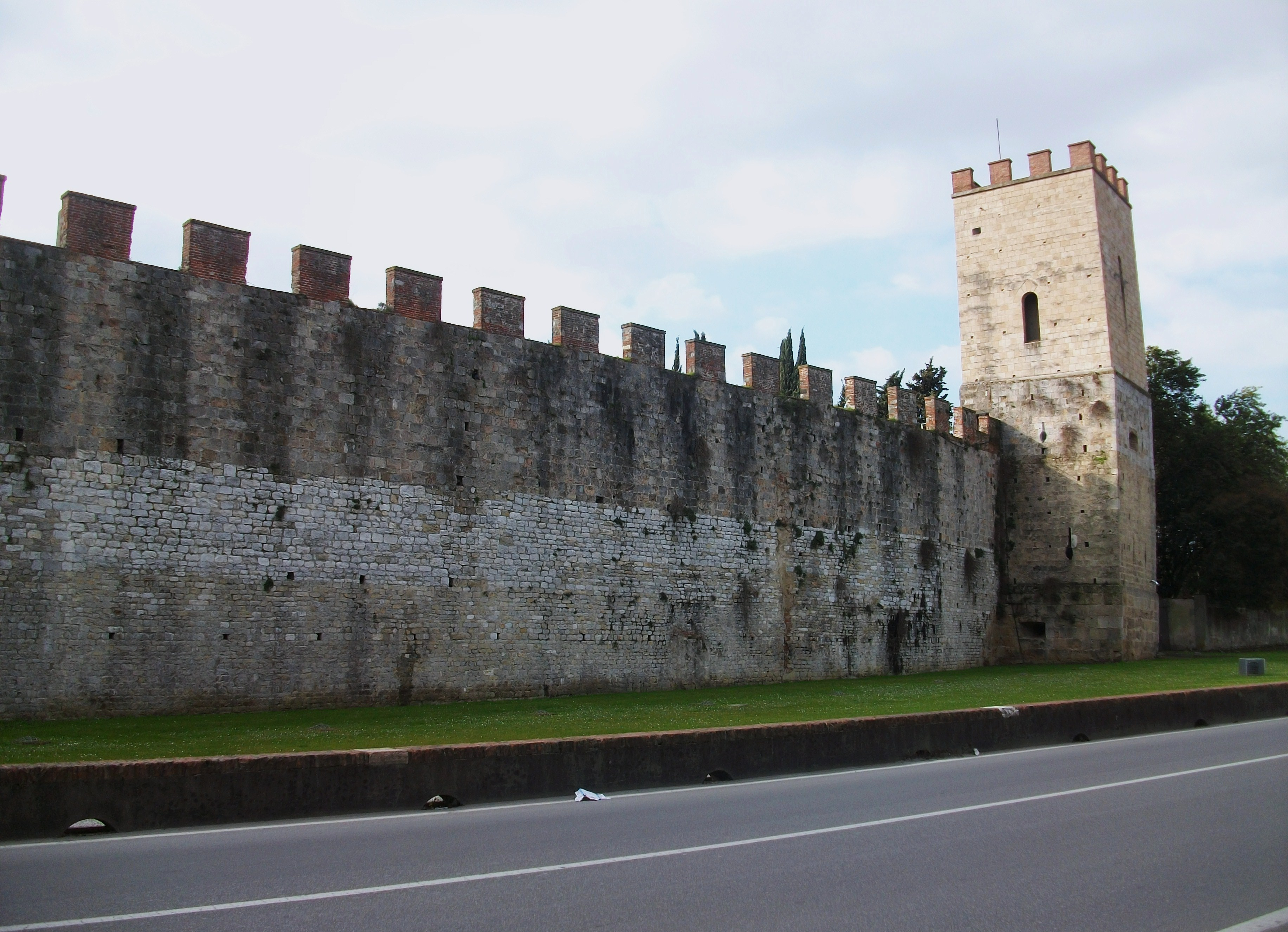